# Suamico, Wisconsin
Suamico là một làng thuộc quận Brown, tiểu bang Wisconsin, Hoa Kỳ. Năm 2006, dân số của làng này là 8686 người.